# Пушкино (Советский район, Крым)
Пу́шкино (до 1945 года Эсен-Эки́; укр. Пушкіне, крымскотат. Eseniki, Эсеники) — село в Советском районе Республики Крым, центр Пушкинского сельского поселения (согласно административно-территориальному делению Украины — Пушкинского сельского совета Автономной Республики Крым).

## Население
| 2001 | 2014  |
| ---- | ----- |
| 1386 | ↘1098 |

Всеукраинская перепись 2001 года показала следующее распределение по носителям языка
| Язык             | Процент |
| ---------------- | ------- |
| русский          | 49.49   |
| крымскотатарский | 34.13   |
| украинский       | 15.01   |
| другие           | 0.72    |

### Динамика численности
| - 1805 год — 137 чел. - 1864 год — 160 чел. - 1886 год — 217 чел. - 1889 год — 364 чел. - 1892 год — 336 чел. - 1900 год — 405 чел. - 1911 год — 430 чел. | - 1915 год — 426/51 чел. - 1926 год — 472 чел. - 1939 год — 483 чел. - 1989 год — 775 чел. - 2001 год — 1386 чел. - 2009 год — 1430 чел. - 2014 год — 1098 чел. |

## Современное состояние

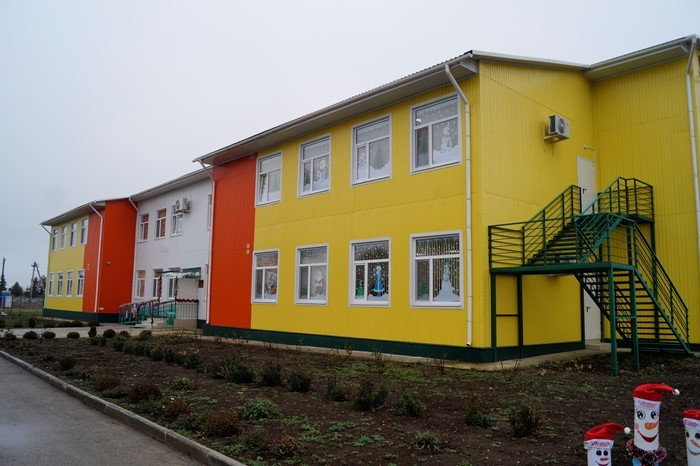
Общеобразовательная школа

На 2017 год в Пушкино числится 10 улиц; на 2009 год, по данным сельсовета, село занимало площадь 132,9 гектара на которой, в 400 дворах, проживало 1430 человек. В селе действуют средняя школа, детский сад «Радуга», сельский дом культуры, отделение почты России, библиотека-филиал № 13, амбулатория общей практики семейной медицины, храм святых бессребреников Косьмы и Дамиана. Пушкино связано автобусным сообщением с райцентром, Симферополем, городами Крыма и соседними населёнными пунктами.

## География
Пушкино — село на юге района, в степном Крыму, у границы с Кировским районом, на правом берегу реки Восточный Булганак, высота над уровнем моря — 61 м. Ближайшие сёла — Красногвардейское в 1 км на юго-запад, Маковка в 3 км на север и Восточное в 4 км на северо-восток. Райцентр Советский — примерно в 21 километре (по шоссе), там же ближайшая железнодорожная станция — Краснофлотская (на линии Джанкой — Феодосия). Транспортное сообщение осуществляется по региональным автодорогам 35Н-582 Советский — Старый Крым и 35Н-577 от шоссе 35А-001 «граница с Украиной — Джанкой — Феодосия — Керчь» до Пушкино (по украинской классификации — С-0-11425 и С-0-11420).

## История
Первое документальное упоминание села встречается в Камеральном Описании Крыма… 1784 года, судя по которому, в последний период Крымского ханства Эсепънки входил в Ширинский кадылык Кефинскаго каймаканства. После присоединения Крыма к России (8) 19 апреля 1783 года, (8) 19 февраля 1784 года, именным указом Екатерины II сенату, на территории бывшего Крымского Ханства была образована Таврическая область и деревня была приписана к Левкопольскому, а после ликвидации в 1787 году Левкопольского — к Феодосийскому уезду Таврической области. После Павловских реформ, с 1796 по 1802 год, входила в Акмечетский уезд Новороссийской губернии. По новому административному делению, после создания 8 (20) октября 1802 года Таврической губернии, Эсен-Эки был включён в состав Байрачской волости Феодосийского уезда.
По Ведомости о числе селений, названиях оных, в них дворов… состоящих в Феодосийском уезде от 14 октября 1805 года , в деревне Эски Эки числилось 22 двора и 137 жителей крымских татар. На военно-топографической карте генерал-майора Мухина 1817 года деревня Есеныки обозначена с 26 дворами. После реформы волостного деления 1829 года Эсен Эли, согласно «Ведомости о казённых волостях Таврической губернии 1829 года», отнесли к Учкуйской волости (переименованной из Байрачской). Примерно в эти годы в селение, опустевшее в результате эмиграции крымских татар в Турцию, заселились крестьяне из Курской губернии. На карте 1836 года в деревне Сафо (Русская), или Эсен-эки 20 дворов, как и на карте 1842 года.
В 1860-х годах, после земской реформы Александра II, деревню приписали к Шейих-Монахской волости. Согласно «Списку населённых мест Таврической губернии по сведениям 1864 года», составленному по результатам VIII ревизии 1864 года, Сафо (она же Эсен-Эки) — владельческая русская деревня с 36 дворами и 160 жителями при речке Булганак. На 1864 год селение было центром Эсен-Экинского сельского общества. На трёхверстовой карте Шуберта 1865—1876 года деревня Сафо (Эсен-Эки) обозначена с 26 дворами. Согласно энциклопедическому словарю «Немцы России», в 1868 году в деревне, на 2360 десятинах земли, поселились крымские немцы лютеране. На 1886 год в деревне Эсен-Эки (Сооро), согласно справочнику «Волости и важнѣйшія селенія Европейской Россіи», проживало 217 человек в 35 домохозяйствах, действовала лавка. По «Памятной книге Таврической губернии 1889 года», по результатам Х ревизии 1887 года, в деревне Эсен-Эки числилось 56 дворов и 364 жителя.
После земской реформы 1890-х годов деревню приписали к Цюрихтальской волости. По «…Памятной книжке Таврической губернии на 1892 год» в деревне Эсен-Эки, входившей в Эсен-Экинское сельское общество, числилось 336 жителей в 45 домохозяйствах. По «…Памятной книжке Таврической губернии на 1900 год» в деревне Эсен-Эки числилось 405 жителей в 52 дворах, в 1911—430 человек. В 1906 году помещик Панкеев построил здание школы, которое существует до настоящего времени. Согласно страховой описи 1908 года в селении насчитывалось 23 каменных постройки, 286 саманных и 97 плетённых. Школу из сырцового кирпича страхователи оценили в 600 рублей, здание сельского правления — в 200 рублей. Церковь в селе Эсен-Эки упоминается в 1911 году в связи с перемещением в неё псаломщика Г. Кущинского из церкви села Верхняя Белозёрка Мелитопольского уезда. На 1914 год в селении действовало земское училище По Статистическому справочнику Таврической губернии. Ч.II-я. Статистический очерк, выпуск пятый Феодосийский уезд, 1915 год, в селе Эсен-Эки (бывшая Сопа) Цюрихтальской волости Феодосийского уезда числилось 88 дворов (66 дворов с землёй, 22 — безземельные) с русским населением в количестве 426 человек приписных жителей и 51 «посторонних», из которых 239 мужчин и 238 женщин. Жители владели 2232 десятинами удобной земли. В хозяйствах имелось 253 лошади, 225 волов, 94 коровы и 174 головы овец, свиней, или коз. На 1917 год в селе была церковь, построенная в начале века помещиком Панкеевым и действовавшую до 1935 года.
Во время гражданской войны в 1918 году в Эссен-Эки был создан ревком, руководимый Иваном Захаровичем Опара. В мае 1918 года члены ревкома были расстреляны немецкими оккупантами. Погибших похоронили на местном кладбище.
После установления в Крыму Советской власти, по постановлению Крымревкома № 206 «Об изменении административных границ» от 8 января 1921 года была упразднена волостная система и село вошло в состав Владиславовского района Феодосийского уезда, а в 1922 году уезды получили название округов. 11 октября 1923 года, согласно постановлению ВЦИК, в административное деление Крымской АССР были внесены изменения, в результате которых округа ликвидировались и Владиславовский район стал самостоятельной административной единицей. Декретом ВЦИК от 4 сентября 1924 года «Об упразднении некоторых районов Автономной Крымской С. С. Р.» Владиславовский район в октябре 1924 года был преобразован в Феодосийский и село включили в его состав. Согласно Списку населённых пунктов Крымской АССР по Всесоюзной переписи 17 декабря 1926 года, в селе Эссен-Эки, центре Эссен-Экинского сельсовета (в коем состоянии село пребывает почти всю дальнейшую историю) Феодосийского района, числилось 106 дворов, из них 101 крестьянский, население составляло 472 человека, из них 457 русских и 15 татар, действовала русская школа I ступени (пятилетка). Постановлением ВЦИК «О реорганизации сети районов Крымской АССР» от 30 октября 1930 года Феодосийский район был упразднён и был создан Сейтлерский район (по другим сведениям 15 сентября 1931 года), в который включили село, в том же году образован колхоз имени Сталина. С образованием в 1935 году Ичкинского района Эссен-Эки в составе нового района. По данным всесоюзной переписи населения 1939 года в селе проживало 483 человека.

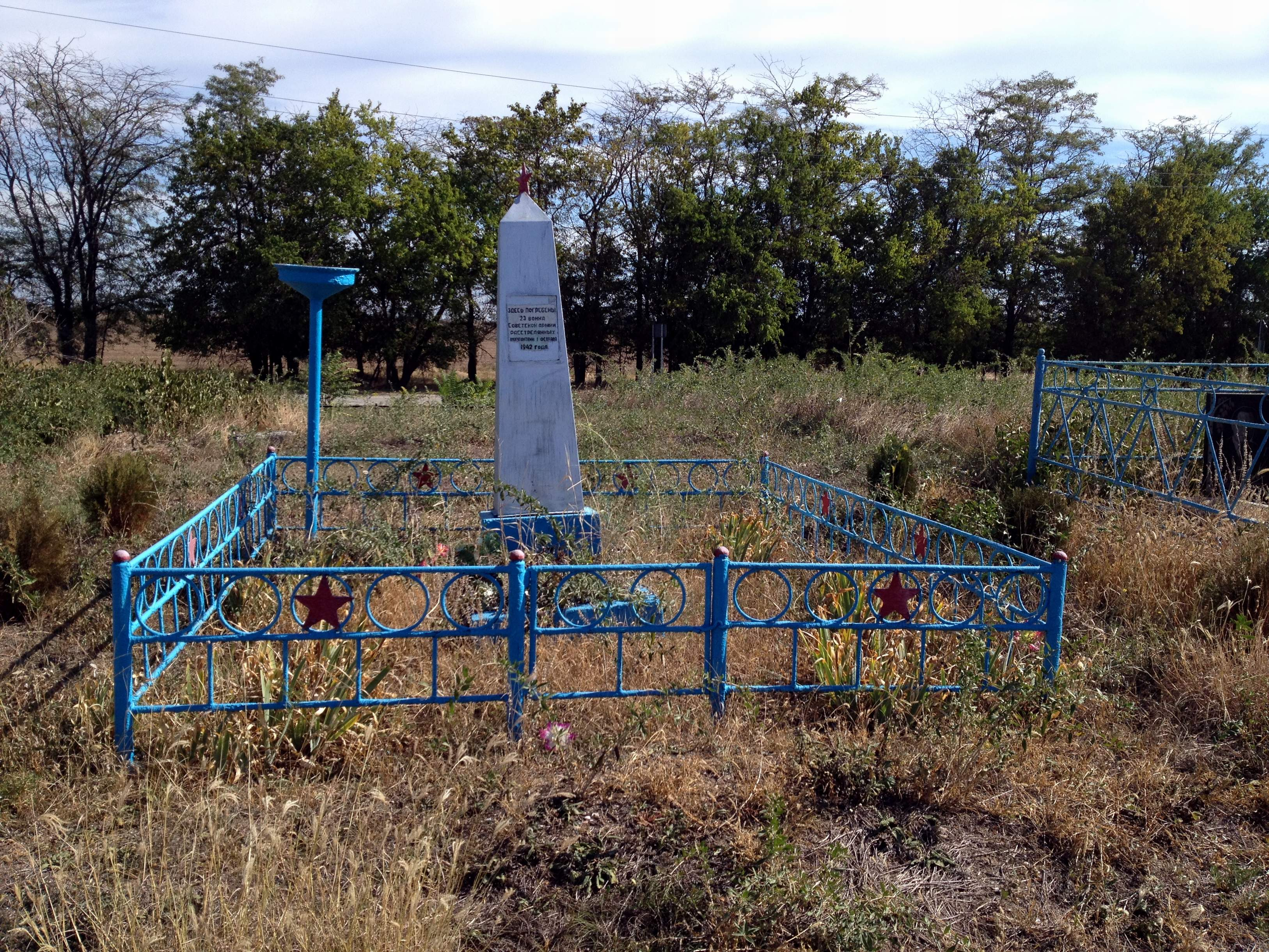
Братская могила советских воинов.
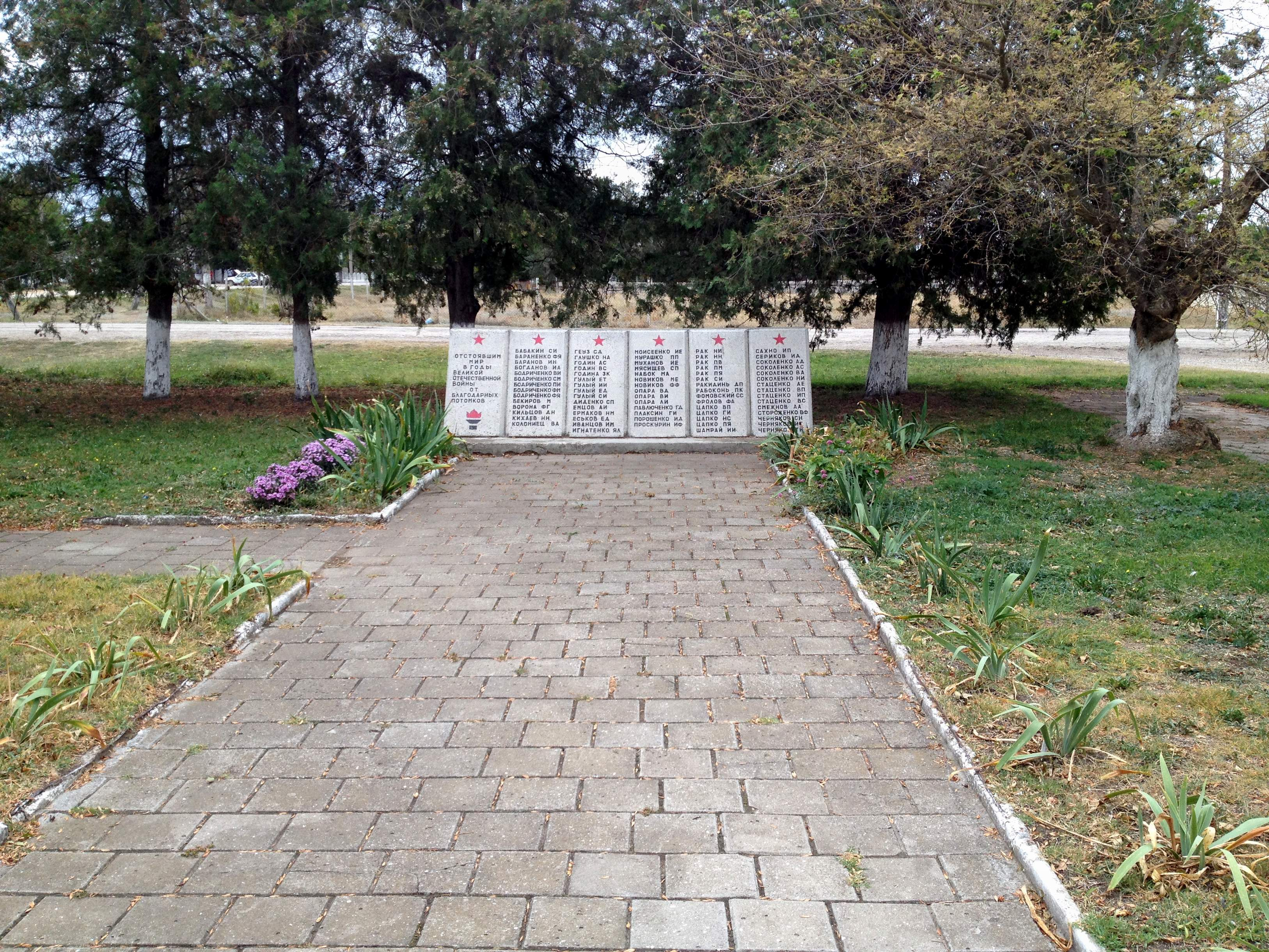
Старый памятник воинам-односельчанам.

В годы Великой Отечественной войны на фронтах и в партизанских отрядах сражалось много жителей Эссен-Эки, свыше 50 из них погибли или пропали без вести. В их честь в центре села установлен памятный знак, представлявший собой шесть плит, на пяти из которых были выбиты фамилии погибших. 2 сентября 2020 года памятник был заменён на новый мемориал. 1 февраля 1942 года в окрестностях Эссен-Эки были расстреляны гитлеровцами 23 военнопленных, участников феодосийского десанта. Погибшие были похоронены местными жителями на сельском кладбище. В 1944 году на братской могиле был установлен памятник — бетонная пирамидка со звездой и табличкой. Постановлением Совета министров Республики Крым № 627 от 20 декабря 2016 года братские могилы работников Ревкома и расстрелянных военнопленных отнесены к категории объектов культурно-исторического наследия России регионального значения.
После освобождения Крыма от фашистов, 12 августа 1944 года было принято постановление № ГОКО-6372с «О переселении колхозников в районы Крыма» и в сентябре 1944 года в район приехали первые новоселы (180 семей) из Тамбовской области, а в начале 1950-х годов последовала вторая волна переселенцев из различных областей Украины. Указом Президиума Верховного Совета РСФСР от 21 августа 1945 года Эссен-Эки были переименованы в Пушкино и Эссен-Экинский сельсовет — в Пушкинский. С 25 июня 1946 года Пушкино в составе Крымской области РСФСР, а 26 апреля 1954 года Крымская область была передана из состава РСФСР в состав УССР. В 1961 году местный колхоз переименован в колхоз «Россия». Указом Президиума Верховного Совета УССР «Об укрупнении сельских районов Крымской области», от 30 декабря 1962 года Советский район был упразднён и село присоединили к Нижнегорскому. В 1964 году центр сельсовета перенесен в село Красногвардейское. 8 декабря 1966 года Советский район был восстановлен и село вновь включили в его состав. В период с 1 января по 1 июня 1977 года Пушкинский сельский совет был восстановлен. По данным переписи 1989 года в селе проживало 775 человек. С 12 февраля 1991 года село в восстановленной Крымской АССР, 26 февраля 1992 года переименованной в Автономную Республику Крым. С 21 марта 2014 года — в составе Республики Крым России.